# صنوبر داگلاس
کاج داگلاس یا سرخ‌نراد داگلاس با (نام علمی: Pseudotsuga menziesii) نام یک گونه از تیره کاجیان، سرده سرخ‌نرادها است. با وجود نام‌های رایج آن، این گیاه، نراد واقعی (سرده Abies)، نوئل (سرده Picea) یا کاج (سرده pinus) نیست. همچنین از کاج‌های شوکران (سرده Tsuga) هم نیست.
کاج داگلاس یک گونه همیشه‌سبز مخروطی از خانواده کاجیان است. این گیاه بومی غرب آمریکای شمالی و آسیای شرقی است و به نام‌های نراد داگلاس، نوئل داگلاس، کاج اورگان و کاج کلمبیایی نیز شناخته می‌شود. شش گونه از این سرده ممکن است تحت عنوان کاج داگلاس شناخته شوند که وضعیت تاکسونومیکی آن‌ها به درستی مشخص نیست و ممکن است بعضا زیرگونه سرده menziesii باشند.
کاج‌های داگلاس دارای برگ‌های سوزنی بلند، مسطح و مارپیچی هستند که مستقیماً از شاخه رشد می‌کنند و آن را کاملاً احاطه می‌کنند. هر برگ سوزنی زرد یا سبزآبی به صورت مجزا می‌روید و دارای یک ساقه کوتاه در پایه و یک سطح شیاردار است. جوانه‌های زمستانی قهوه‌ای، براق و نوک تیز هستند. مخروط‌های بیضوی-مستطیلی آویزان به طور مشخص دارای براکته‌های سه‌پر (فلس‌های بیرونی مخروط) هستند که از فلس‌های مخروطی بیرون زده‌اند. مخروط‌ها در یک فصل بالغ می‌شوند و هنگام سقوط پوسته‌های خود را حفظ می‌کنند.
کاج‌های داگلاس ممکن است به ارتفاع بیش از ۹۰ متر (۲۹۵ فوت) و قطر بیش از ۴ متر (۱۳ فوت) برسند، اما بیشتر جمعیت‌های امروزی از درختانی تشکیل شده‌اند که بسیار کوچک‌تر هستند، ارتفاع بلند ذکر شده به این دلیل است که تاکنون فقط ارتفاع نمونه‌های قدیمی ثبت شده‌اند.
بذر آن ابتدا در سن حدود ۲۵ سالگی و در درختان مسن‌تر هر ۵ تا ۷ سال یکبار تولید می‌شود.